# Nakajima Ki-201
Nakajima Ki-201 Karyu/Karyū 中島 キ-201 火龍 ("Trung đảo キ-201 hoả long") là một đề án máy bay tiêm kích phản lực của Nhật được thiết kế trong giai đoạn cuối của Chiến tranh Thế giới II nhưng nó chưa được hoàn thành.

## Phát triển
Đề án Karyu được hãng Nakajima bắt đầu phát triển vào đầu năm 1945 nhằm áp dụng những kinh nghiệm có được về máy bay phản lực sau khi nghiên cứu loại cường kích Nakajima Kikka để thiết kế một loại máy bay tiêm kích. Kikka được lấy cảm hứng từ loại máy bay phản lực nổi tiếng của Đức là Messerschmitt Me 262, nhưng nó cũng có những hạn chế riêng. Mặt khác, nhóm nghiên cứu thiết kế do Iwao Shibuya lãnh đạo dựa trên những gì đã thực hiện với mẫu thiết kế của Karyu đã chứng minh được tiềm năng của Karyu.
Hãng Nakajima đã cố gắng thuyết phục Không quân Lục quân Đế quốc Nhật Bản quan tâm tới loại máy bay này, và họ đã thành công bước đầu khi mẫu thiết kế có tên định danh chính thức ("Ki-201"), nhưng ở thời điểm đó, Lục quân đã quyết định đưa vào biên chế những loại máy bay phát triển từ Mitsubishi J8M có tên định danh là Mitsubishi Ki-200 và Mitsubishi Ki-202, nhờ vào thành tích của chúng khi đối đầu với những cuộc tấn công của B-29 Superfortress. Có vẻ như Hải quân Đế quốc Nhật Bản cũng quan tâm đến Karyu, nhưng cũng chỉ dừng ở những ý kiến.
Không nản lòng, Nakajima tiếp tục phát triển, chuyến bay thử nghiệm dự kiến diễn ra vào tháng 12 năm 1945. Nhưng đến khi Nhật Bản đầu hàng thì mẫu thử vẫn chưa được chế tạo.

## Biến thể
Những phiên bản được đề xuất cho Lục quân Nhật Bản từ mẫu thiết kế Nakajima Ki-201 Hỏa Long là phiên bản tiêm kích đánh chặn – tương đương với Me 262A-1a – và tiêm kích-bom – tương đương với Me 262A-2a.
Máy bay sẽ được trang bị động cơ phản lực Ishikawajima Ne-130 có lực đẩy 8,9 kN (2.001 lb) hoặc động cơ phản lực Ne-230 có lực đẩy 8,7 kN (1.951 lbf).

## Tính năng kỹ chiến thuật (dự kiến)
Dữ liệu lấy từ Japanese Aircraft of the Pacific War; Famous Aircraft of the World, first series, no.76: Japanese Army Experimental Fighters (1)

### Đặc điểm riêng
- Tổ lái: 1
- Chiều dài: 11,5 m (37 ft 8¾ in)
- Sải cánh: 13,70 m (44 ft 11⅜ in)
- Chiều cao: 4,69 m (13 ft 4 in)
- Diện tích cánh: 25,0 m² (269 ft²)
- Trọng lượng rỗng: 4.500 kg (9.920 lb)
- Trọng lượng cất cánh: 7.000 kg (15.400 lb)
- Động cơ: 2 động cơ phản lực Ishikawajima Ne-230, lực đẩy 8,7 kN (1.951 lbf) mỗi chiếc

### Hiệu suất bay
- Vận tốc cực đại: 812 km/h (507 mph; 440 kt)
- Tầm bay: 978 km (611 mi)
- Trần bay: 12.000 m (39.400 ft)
- Vận tốc lên cao: 774 m/phút (2.540 ft/phút)

### Vũ khí
- Phiên bản tiêm kích đánh chặn: 2 pháo Ho-155 30 mm (1.18 in) và 2 pháo Ho-5 20 mm
- Phiên bản tiêm kích-bom: trang bị như bản tiêm kích đánh chặn, nhưng cộng têm 1 bom 500 kg (1.102 lb) hoặc 800 kg (1.764 lb)

### Máy bay có tính năng tương đương
- Messerschmitt Me 262